# NGC 274
NGC 274 là một thiên hà hình hạt đậu trong chòm sao Kình Ngư, cách Trái Đất khoảng 120 triệu năm ánh sáng và được William Herschel phát hiện vào ngày 10 tháng 9 năm 1785. NGC 274 và NGC 275 là một cặp thiên hà hiện đang tương tác.